# Basznia 2000
Basznia 2000 (ros. Башня 2000) – wieżowiec w Moskwie. Ma 104 m wysokości i 34 kondygnacje, w tym dwie podziemne. Znajduje się na prawym brzegu rzeki Moskwa. Jest pierwszym wieżowcem powstałym w Moskiewskim Międzynarodowym Centrum Biznesowym. Budynek jest połączony z główną częścią MMCB przez Most Bagration. Wieżowiec był budowany od grudnia 1996 r. do IV kwartału 2001.
Budynek dysponuje parkingiem na 400 samochodów.
Inne nazwy budynku to Tower 2000, Bashnya 2000, Reforma 2000, Bagration Tower.